# 科林·德克斯特
科林·德克斯特（英語：Colin Dexter，1930年9月29日—2017年3月21日），英国推理小说作家、编剧、演员。其於1975年至1999年間創作了小說莫斯探長。這些小說後來被改編為電視連續劇。